# Tuğba Koyuncu
Tuğba Koyuncu (* 16. Februar 1991 in Kayseri als Tuğba Karakaya) ist eine ehemalige türkische Leichtathletin, die sich auf den Mittelstreckenlauf spezialisiert hat. Auch ihre Schwester Dudu Karakaya war als Leichtathletin aktiv.

## Sportliche Laufbahn
Erste internationale Erfahrungen sammelte Tuğba Koyuncu bei den Crosslauf-Europameisterschaften 2007 in Toro, bei denen sie nach 16:03 min den 74. im U20-Rennen belegte. Im Jahr darauf wurde sie bei den Crosslauf-Europameisterschaften 2008 in Brüssel in 15:18 min 65. im U20-Rennen und 2009 belegte sie bei den Junioreneuropameisterschaften in Novi Sad in 9:31,31 min den siebten Platz im 3000-Meter-Lauf. Zudem gelangte sie über 5000 Meter mit 16:58,43 min auf Rang sechs. Anschließend gewann sie bei den Balkan-Juniorenmeisterschaften in Schimatari in 4:25,48 min die Silbermedaille im 1500-Meter-Lauf und belegte mit der türkischen 4-mal-400-Meter-Staffel in 4:03,63 min den sechsten Platz. Im Dezember wurde sie dann bei den Crosslauf-EM in Dublin nach 15:56 min 66. im U20-Rennen. Im Jahr darauf schied sie bei den Juniorenweltmeisterschaften im kanadischen Moncton mit 4:22,07 min im Vorlauf über 1500 Meter aus und gelangte über 3000 Meter mit 9:23,65 min auf Rang 14. Im Dezember erreichte sie bei den Crosslauf-EM in Albufeira nach 13:35 min den 15. Platz im U20-Rennen. 2011 siegte sie in 4:20,80 min über 1500 Meter bei den U23-Europameisterschaften in Ostrava und anschließend klassierte sie sich bei den Weltmeisterschaften in Daegu mit 4:08,14 min im Finale auf dem achten Platz. Im Jahr darauf belegte sie bei den Balkan-Hallenmeisterschaften in Istanbul in 4:36,70 min den vierten Platz und im Juni verpasste sie bei den Europameisterschaften in Helsinki mit 4:19,58 min den Finaleinzug. Daraufhin nahm sie über 1500 Meter an den Olympischen Sommerspielen in London teil und schied dort mit 4:29,21 min in der ersten Runde aus.
2013 gewann sie bei den Mittelmeerspielen in Mersin in 2:01,74 min die Bronzemedaill im 800-Meter-Lauf hinter den Marokkanerinnen Malika Akkaoui und Siham Hilali und über 1500 Meter sicherte sie sich in 4:06,22 min die Bronzemedaille hinter der Marokkanerin Hilali und Luiza Gega aus Albanien. Anschließend belegte sie bei der Sommer-Universiade in Kasan in 4:18,62 min den achten Platz über 1500 Meter, ehe sie bei den Weltmeisterschaften in Moskau mit 4:15,56 min in der ersten Runde ausschied. Ende September gewann sie bei den Islamic Solidarity Games in Palembang in 2:09,17 min die Bronzemedaille über 800 Meter hinter den Marokkanerinnen Akkaoui und Hilali. Im Jahr darauf belegte sie bei den Balkan-Meisterschaften in Pitești in 2:13,64 min den siebten Platz über 800 Meter und anschließend schied sie bei den Europameisterschaften in Zürich mit 2:09,05 min in der Vorrunde aus. Zudem wurde sie dort mit der türkischen 4-mal-400-Meter-Staffel nachträglich wegen eines Dopingfalls im Team disqualifiziert. 2015 gelangte sie bei den Balkan-Hallenmeisterschaften in Istanbul mit 4:25,17 min auf den fünften Platz über 1500 Meter und im selben Jahr beendete sie dann ihre aktive sportliche Karriere im Alter von 24 Jahren.
2009 wurde Koyuncu türkische Meisterin im 3000-Meter-Lauf sowie 2013 über 800 und 1500 Meter sowie 2015 im 5000-Meter-Lauf. Zudem wurde sie 2015 Hallenmeisterin über 800 und 1500 Meter.

## Persönliche Bestleistungen
- 800 Meter: 2:01,65 min, 2. Juni 2013 in Mersin
  - 800 Meter (Halle): 2:05,98 min, 15. Februar 2015 in Istanbul
- 1500 Meter: 4:03,41 min, 15. August 2011 in Samsun
  - 1500 Meter (Halle): 4:16,68 min, 14. Februar 2015 in Istanbul
- 3000 Meter: 9:10,49 min, 26. Mai 2012 in Vila Real de Santo António
- 5000 Meter: 16:31,94 min, 27. Mai 2012 in Vila Real de Santo António